# Cimetière du Nord de Solna
Pour les articles homonymes, voir Cimetière du Nord.
Le cimetière du Nord de Solna (Norra begravningsplatsen en suédois) est un des plus importants cimetières du comté de Stockholm en Suède. Il se situe dans la commune de Solna. 
Il a été inauguré le 9 juin 1827 et abrite la dernière demeure de nombreuses personnalités. Il a la particularité d'abriter une section catholique avec sa chapelle catholique, ainsi qu'un carré juif.

## Personnalités inhumées
- Hjalmar Abelin (1817-1893), médecin
- Jenny Åkerström (1867-1957), auteur, enseignante
- Karin Anckarsvärd (1915-1969), écrivaine, lauréate du prix Nils-Holgersson
- Salomon August Andrée (1854-1897), explorateur polaire
- Klas Pontus Arnoldson (1844-1916), Lauréat du prix Nobel de la paix
- Ingrid Bergman (1915-1982), actrice
- Bo Bergman (1869-1967), auteur, poète, parolier
- Franz Berwald (1796-1868), compositeur
- Ulla Billquist (1907-1946), chanteuse
- Ulf Björlin (1933-1993), chef d'orchestre, compositeur
- August Blanche (1811-1868), écrivain, homme politique
- Carl Natanael Carleson (1865-1929), politicien socialiste suédois.
- Isak Gustaf Clason (1856-1930), architecte
- Calla Curman (1850-1035), féministe, écrivaine, philanthrope et salonnière
- Fredrik August Dahlgren (1816-1895), écrivain, compositeur et dramaturge
- Eva Dickson (1905-1938), exploratrice et pilote de rallye
- Siri von Essen (1850-1912), aristocrate germanophone et suédophone de Finlande
- Cecilia Flamand (1860-1922), danseuse
- Axel Theodor Goës (1835-1897), médecin et naturaliste
- Isaac Grünewald (1889-1946), peintre
- Allvar Gullstrand (1862-1930), physicien, lauréat du prix Nobel de médecine ;
- Gerd Hagman (1919-2011), actrice ;
- Axel Hamberg (1863-1933), minéralogiste, géographe, météorologue et explorateur ;
- Per Albin Hansson (1885-1946), premier ministre de la Suède ;
- Sofia Kovalevskaïa (1850-1891), mathématicienne, écrivain
- Ivar Kreuger (1880-1932), industriel, financier
- Gustaf de Laval (1845-1913), ingénieur, inventeur
- Ernst Linder (1868-1943), général et champion olympique d'équitation
- Arvid Lindman (1862-1936), premier ministre de la Suède
- Vilhelm Moberg (1898-1973), auteur
- Lennart Nilsson (1922-2017), photographe suédois, pionnier de la photographie médicale.
- Alfred Nobel (1833-1896), inventeur, fondateur du prix Nobel ;
- Jenny Nyström (1854-1946), artiste, illustratrice
- Ernst Rolf (1891-1932), artiste, producteur de théâtre
- Nelly Sachs (1891-1970), auteur, lauréate du prix Nobel de littérature
- Naima Sahlbom (1871-1957), chimiste
- Ulrich Salchow (1877-1949), champion olympique de patinage artistique qui a donné son nom à une figure
- Victor Sjöström (Victor Seastrom) (1879-1960), réalisateur, metteur en scène
- Karl Staaff (1860-1915), premier ministre de la Suède
- Mauritz Stiller (1883-1928), réalisateur, metteur en scène ;
- August Strindberg (1849-1912), auteur
- Oscar de Suède (1859-1953), prince de Suède et de Norvège
- Inga Tidblad (1901-1975), actrice
- Hugo Theorell (1903-1982), biochimiste, prix Nobel 1955
- Maggie Florman (1898-1980), aviatrice, pionnière de l'aviation suédoise

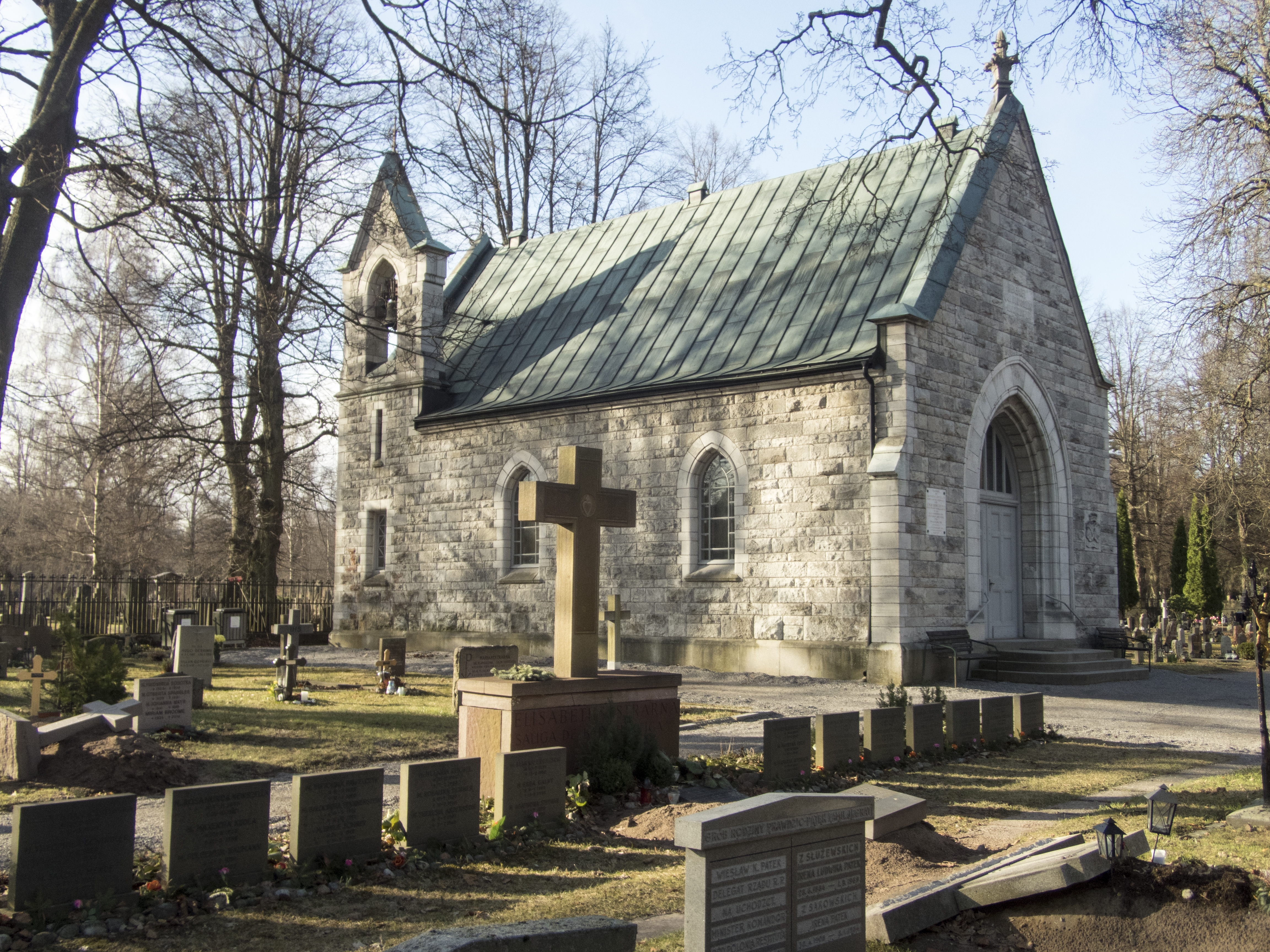
Chapelle catholique Saint-Joseph
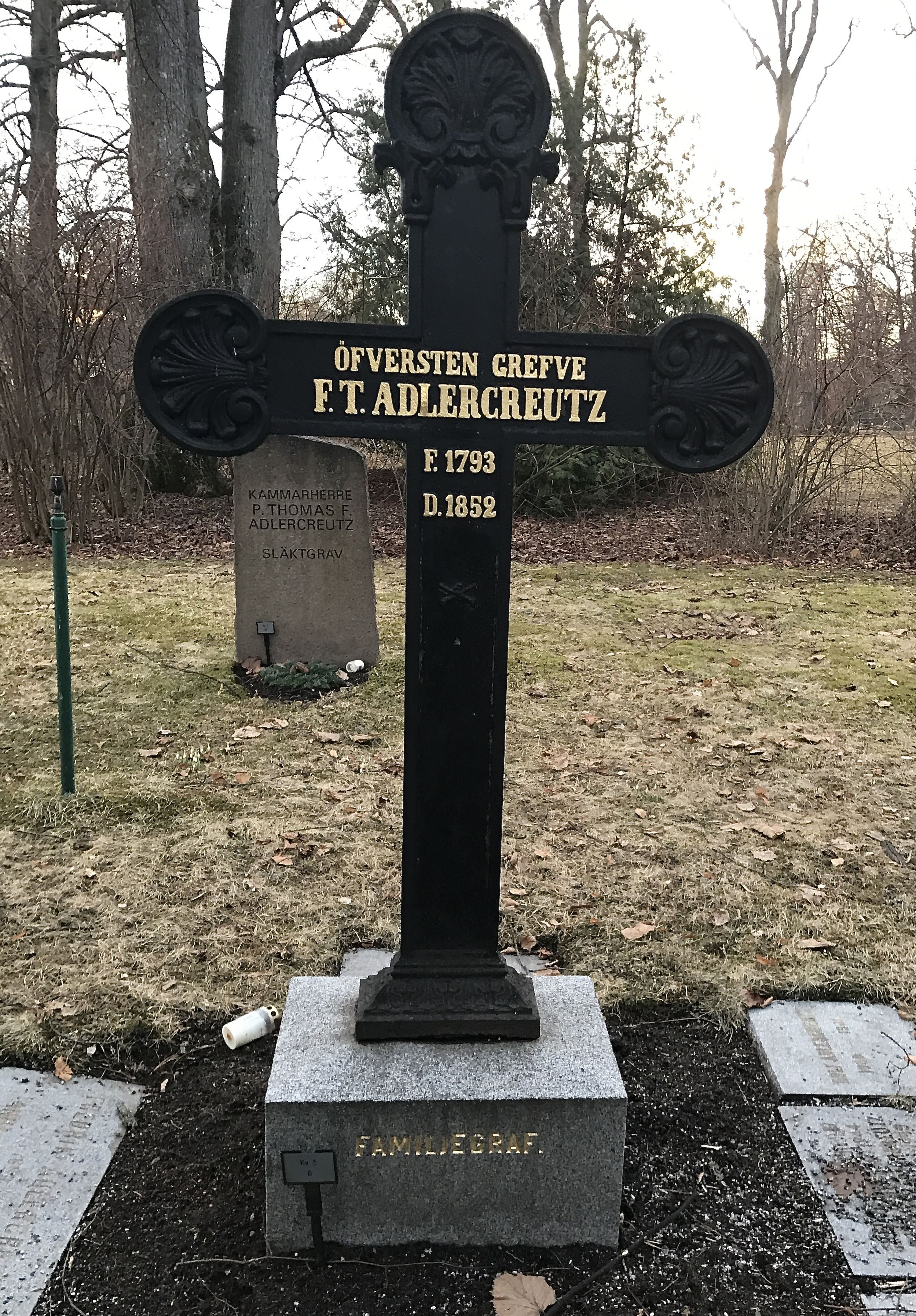
Sépulture de la famille Adlercreutz
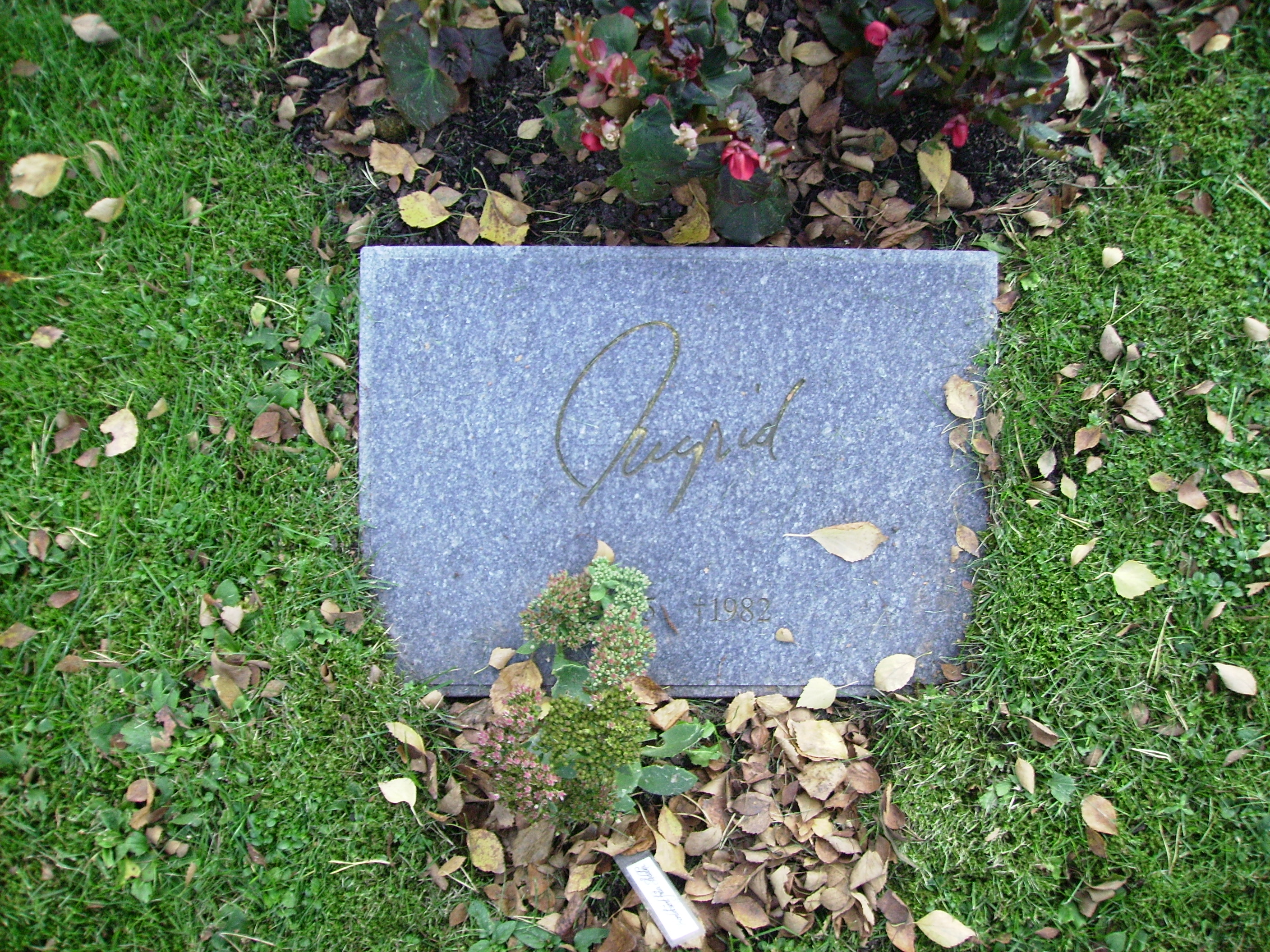
Sépulture d'Ingrid Bergman
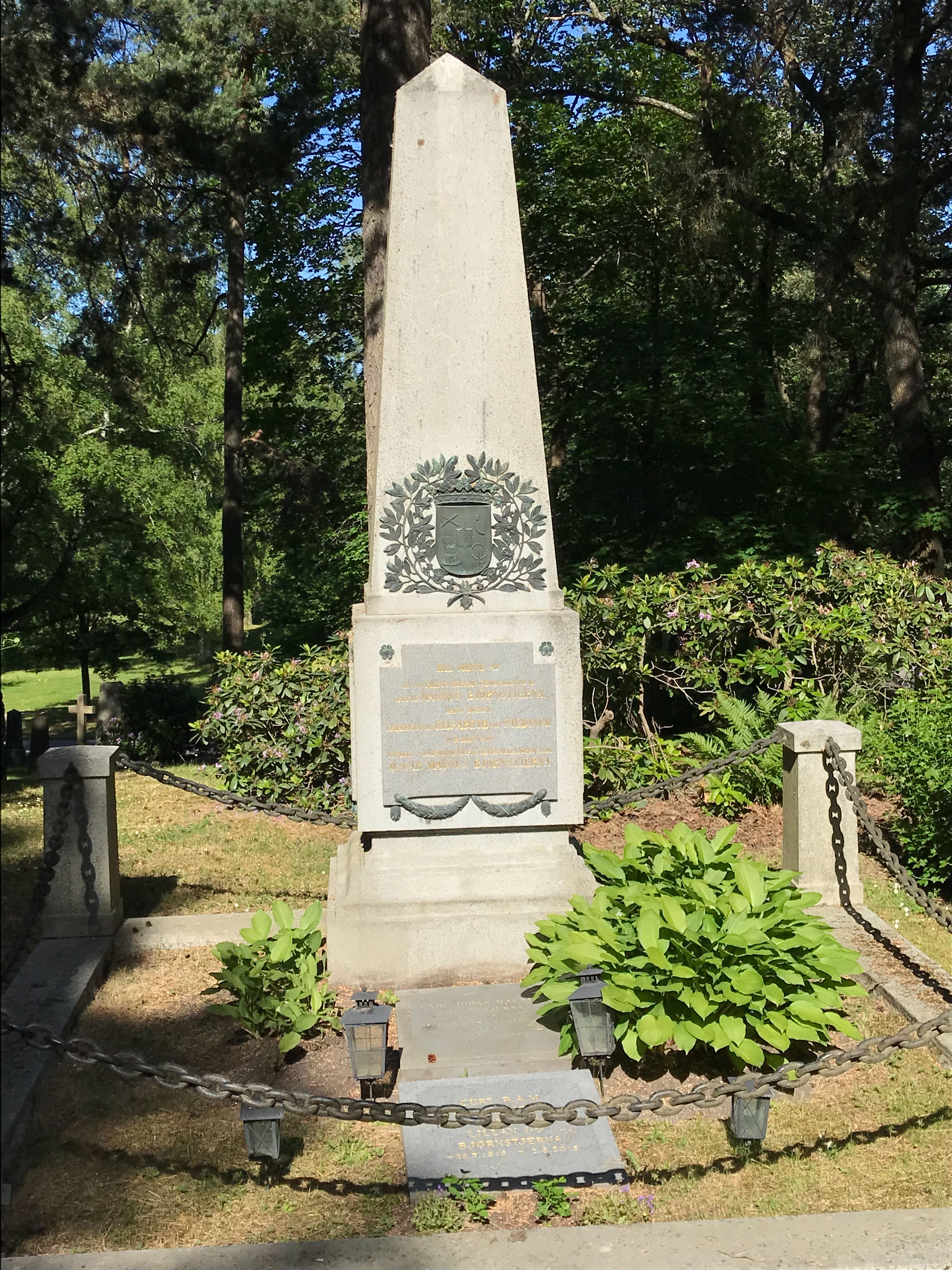
Sépulture des comtes Björnstjern
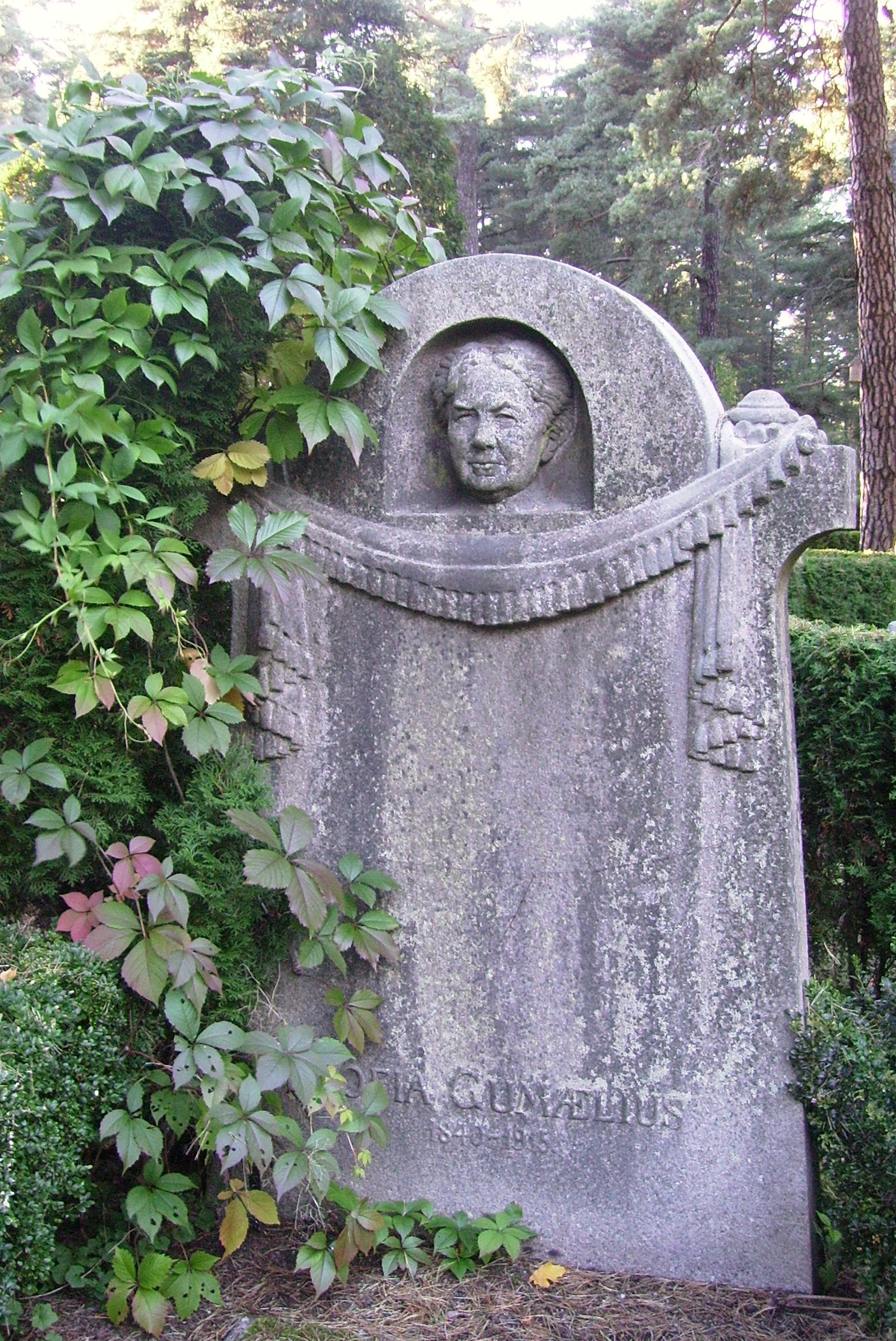
Tombe de la suffragette Sofia Gumaelius
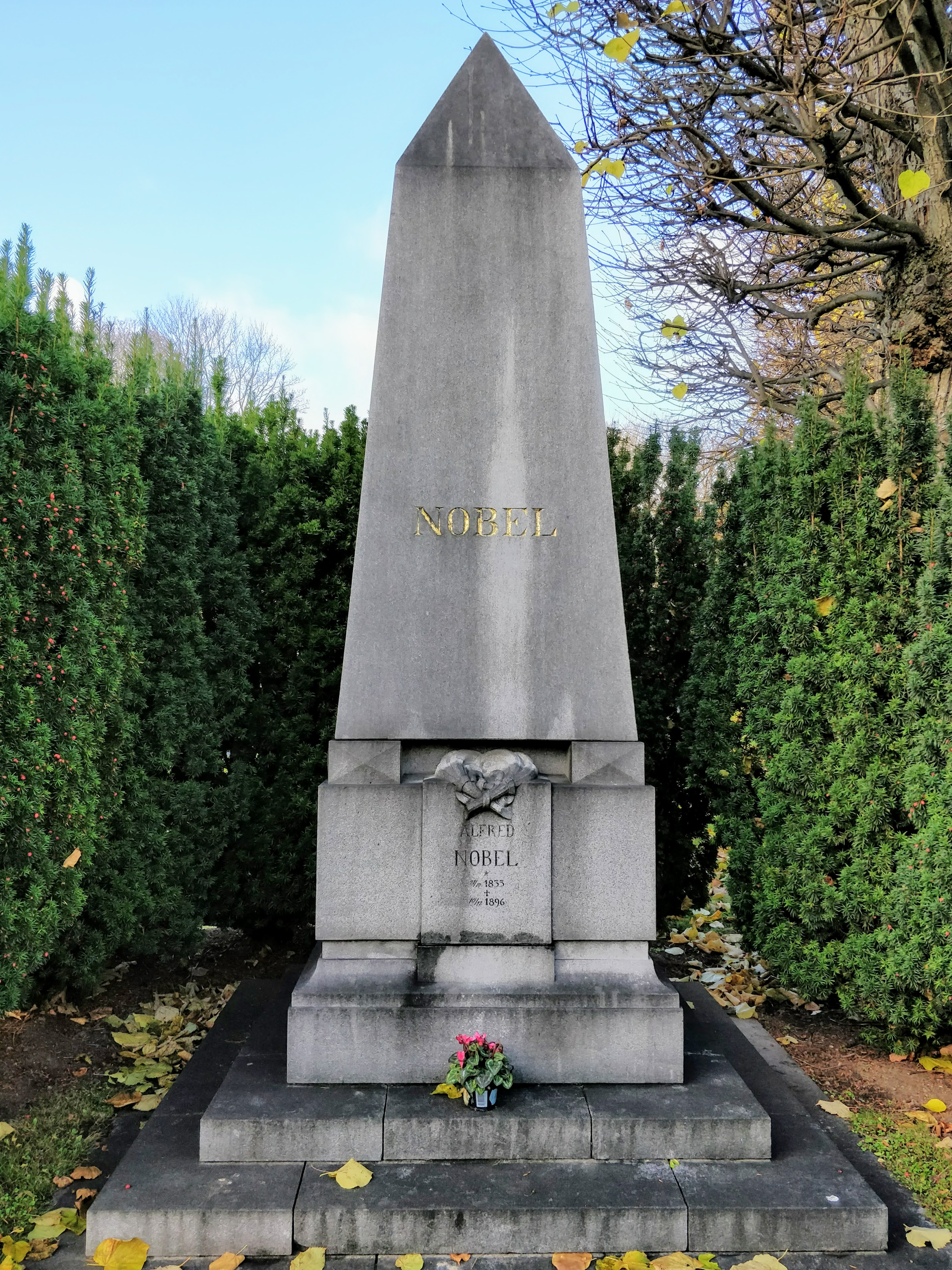
Sépulture d'Alfred Nobel
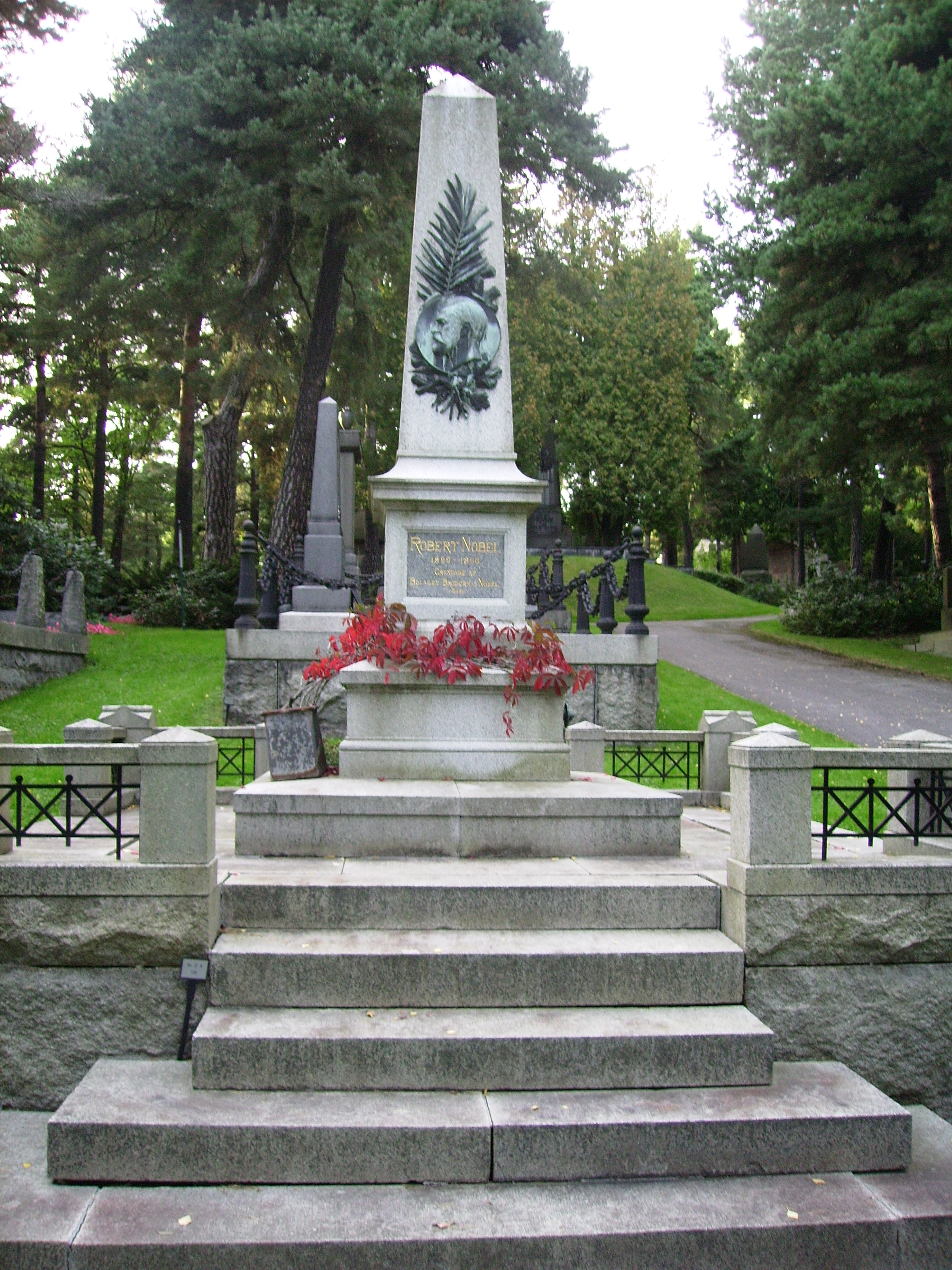
Sépulture de Robert Nobel
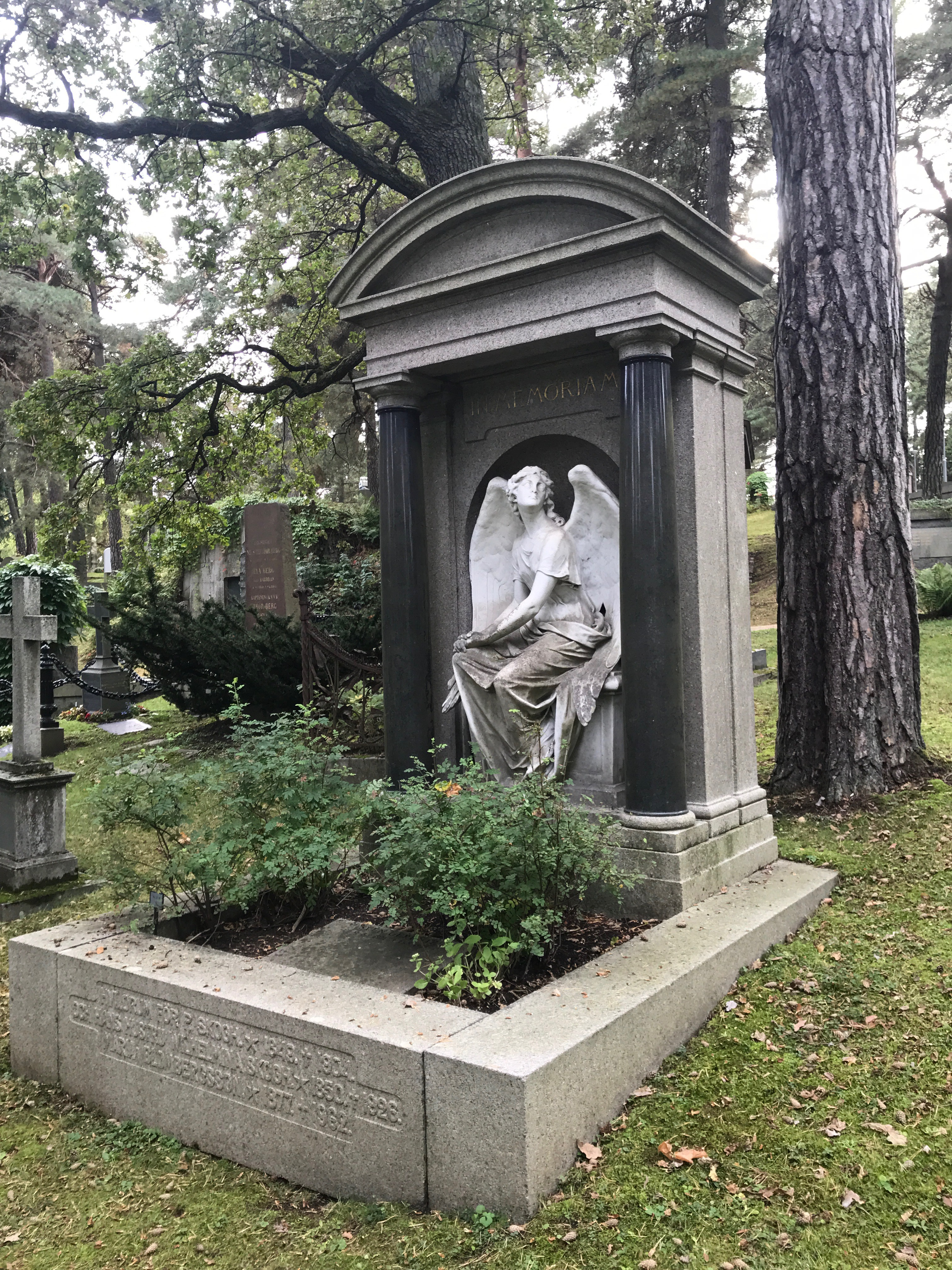
Sépulture de la famille d'hôteliers Skogh
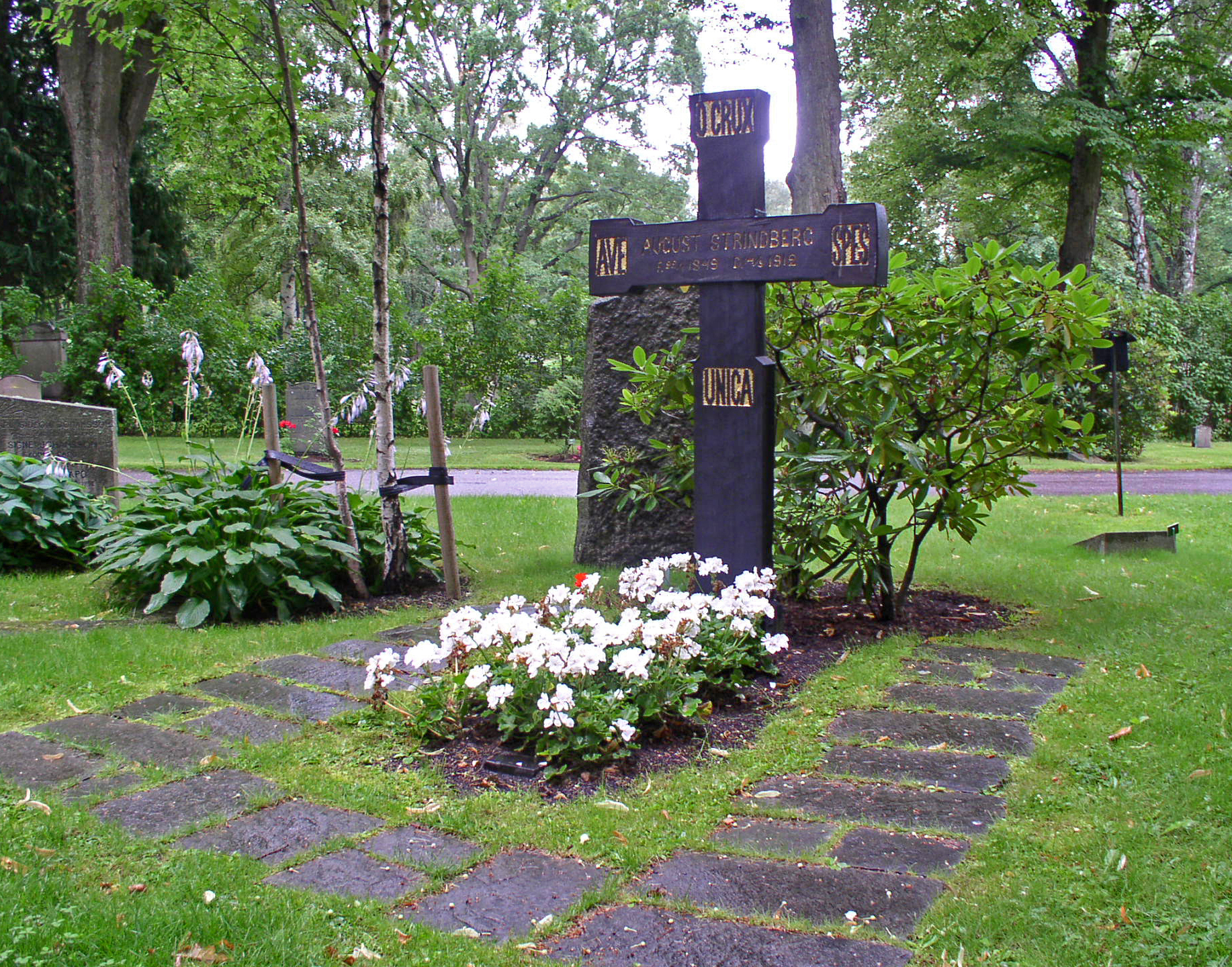
Tombe d'August Strindberg
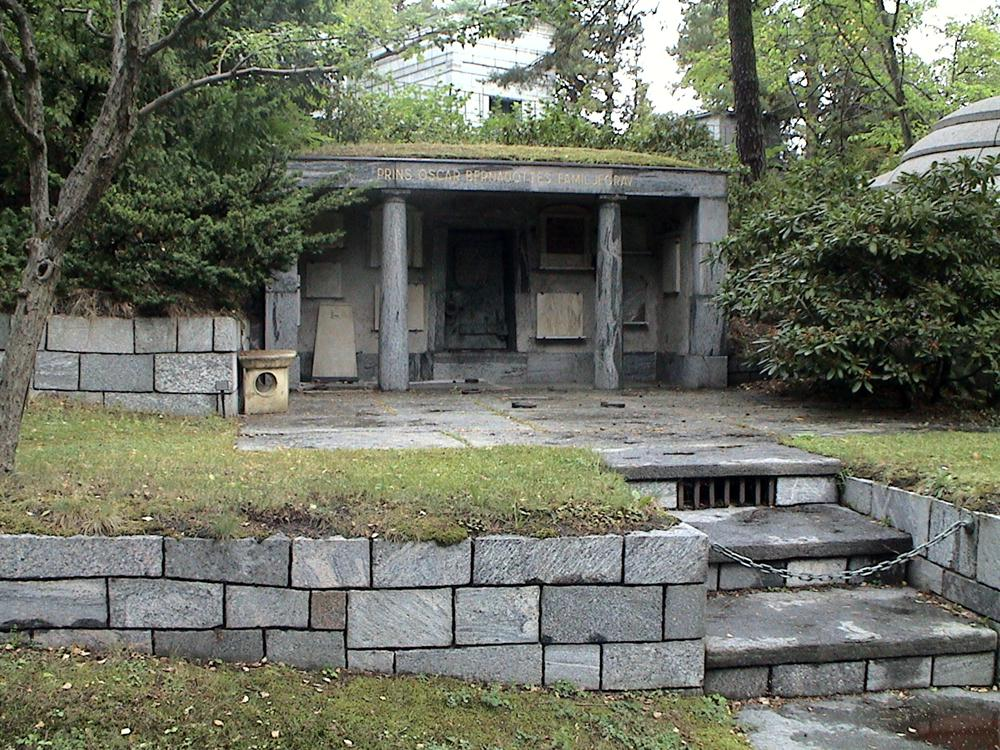
Sépulture de la famille d'Oscar de Suède